# Шатијон сир Сеш
Шатијон сир Сеш (фр. Châtillon-sur-Seiche) је насељено место у Француској у региону Бретања, у департману Ил и Вилен.
По подацима из 1990. године број становника у месту је био 2.223, а густина насељености је износила 182 становника/km².

## Демографија
| 1990. |
| ----- |
| 2.223 |